# Вилория, Хида
Хида Вилория (англ. Hida Viloria; род. 29 мая 1968 года; Нью-Йорк, США) — латиноамериканский писатель колумбийско-венесуэльского происхождения, автор книги «Born Both: An Intersex Life», правозащитник. Хида — интерсекс, идентифицирующий себя как человек с небинарной гендерной идентичностью. Вилория основатель Intersex Campaign for Equality.

## Ранняя жизнь и образование
Вилория родилась в Нью-Йорке. Ее отец, врач, и мать, бывшая школьная учительница, решили зарегистрировать и воспитать Хиду как девочку, не подвергая ребенка ненужным с медицинской точки зрения косметическим операциям на половых органах, которые обычно рекомендовались в то время для интерсекс-детей с гениталиями неопределенного вида.
Вилория посещала Уэслианский университет в Коннектикуте с 1986 по 1988 год и с отличием окончила Калифорнийский университет в Беркли в 1998 году по специальности «Междисциплинарные исследования в области пола и сексуальности».

## Награды
- В апреле 2013 года правозащитная организация Вилории  стала финалистом премии Kalamazoo College Global Prize for Collaborative Social Justice.
- В апреле 2017 года книга Вилории «Born Both: An Intersex Life» вошла в список "The Best New Books" по версии журнала People[5][6]. А также вошла в список "Top Ten Adult Books for Teens" по версии журнала School Library Journal.
- В 2018 году книга «Born Both: An Intersex Life» стала номинантом премии «Лямбда» за неигровую ЛГБТК-литературу.